# Frosinone Calcio 2003-2004
Questa pagina raccoglie le informazioni riguardanti il Frosinone Calcio nelle competizioni ufficiali della stagione 2003-2004.

## Rosa
| N. |                     | Ruolo | Calciatore          |
| -- | ------------------- | ----- | ------------------- |
|    | Germania (bandiera) | A     | Giuseppe Aquino     |
|    | Italia (bandiera)   | D     | Marco Arno          |
|    | Italia (bandiera)   | A     | Enrico Buonocore    |
|    | Italia (bandiera)   | D     | Christian Nardoní   |
|    | Italia (bandiera)   | D     | Luigi Cipriani      |
|    | Italia (bandiera)   | C     | Gianluca De Angelis |
|    | Italia (bandiera)   | C     | Stefano De Angelis  |
|    | Italia (bandiera)   | A     | Ciro De Cesare      |
|    | Italia (bandiera)   | P     | Roberto De Juliis   |
|    | Italia (bandiera)   | C     | Luca Galuppi        |
|    | Italia (bandiera)   | D     | Gaetano Lonardo     |
|    | Italia (bandiera)   | C     | Bruno Maggi         |
|    | Italia (bandiera)   | A     | Roberto Manca       |

| N. |                   | Ruolo | Calciatore          |
| -- | ----------------- | ----- | ------------------- |
|    | Italia (bandiera) | C     | Marco Marchetti     |
|    | Italia (bandiera) | C     | Salvatore Marra     |
|    | Italia (bandiera) | A     | Fabio Martelli      |
|    | Italia (bandiera) | D     | Pasquale Martinelli |
|    | Italia (bandiera) | A     | Massimiliano Memmo  |
|    | Italia (bandiera) | D     | Manuel Panini       |
|    | Italia (bandiera) | C     | Walter Piccioni     |
|    | Italia (bandiera) | A     | Mauro Ragaztu       |
|    | Italia (bandiera) | C     | Morris Manolo Ripa  |
|    | Italia (bandiera) | D     | Dario Rossi         |
|    | Italia (bandiera) | C     | Valentino Sbaccanti |
|    | Italia (bandiera) | C     | Alessandro Tatomir  |
|    | Italia (bandiera) | D     | Danilo Vitali       |